# Ammar Al-Rushaidi
Ammar Ramas Mubarak Obaid Al Rusheidi (Oman, 14 febbraio 1998) è un calciatore omanita, portiere svincolato.

## Carriera

### Club
Nel gennaio 2017 fa il suo esordio in una competizione internazionale, scendendo in campo per l'Al-Suwaiq nell'andata dei playoff di qualificazione per la Coppa dell'AFC contro lo Shabab Al-Khalil.
Nel 2019 colleziona cinque presenze nella fase a gironi di Coppa dell'AFC qualificandosi al quarto e ultimo posto del girone C. Nel luglio dello stesso anno viene acquistato a titolo definitivo dall'Al-Rustaq.

### Nazionale
Con la Nazionale omanita ha preso parte alla Coppa d'Asia 2019, senza tuttavia mai scendere in campo.